# Howard Roe
Howard S. Roe (* 1939 in Pond Creek, Oklahoma; † 3. November 2019 in Castle Rock, Colorado) war ein US-amerikanischer Schiedsrichter im American Football, der von der Saison 1984 bis 1996 in der NFL tätig war. Er trug die Uniform mit der Nummer 33.

## Karriere

### College Football
Vor dem Einstieg in die NFL arbeitete er als Schiedsrichter im College Football in der Big Eight Conference.

### National Football League
Zum Jahr 1984 wechselte er in die NFL und begann in der Position des Line Judges. Nachdem Schiedsrichter Fred Silva seinen Rücktritt bekannt gegeben hatte, wurde er zur NFL-Saison 1989 zum Hauptschiedsrichter ernannt.
Er leitete Pro Bowl 1993 als Hauptschiedsrichter. Sieben Jahre zuvor, im Pro Bowl 1986, war er Line Judge der Crew unter der Leitung von Hauptschiedsrichter Bob McElwee.
Zum Ende der Saison 1996 trat er als Schiedsrichter zurück.